# Società Sportiva Basket Napoli 2005-2006
Questa voce raccoglie le informazioni riguardanti la Società Sportiva Basket Napoli nelle competizioni ufficiali della stagione 2005-2006.

## Stagione
La stagione 2005-2006 della Società Sportiva Basket Napoli, sponsorizzata Carpisa, è la 4ª nel massimo campionato italiano di pallacanestro, la Serie A.
Anche per questa stagione la Lega Basket conferma la regola riguardo al numero di giocatori extracomunitari consentiti per ogni squadra, cioè tre.

## Roster
Aggiornato al 14 aprile 2022.
| Carpisa Napoli 2005-06 | Carpisa Napoli 2005-06 |
| Giocatori              | Staff tecnico          |
| ---------------------- | ---------------------- |

| N. | Naz.                                                 | Ruolo | Nome                 | Anno | Alt.   | Peso   |  |
| -- | ---------------------------------------------------- | ----- | -------------------- | ---- | ------ | ------ |  |
| 4  | Stati Uniti (bandiera)                               | AG    | Ansu Sesay           | 1976 | 206 cm | 102 kg |  |
| 5  | Francia (bandiera)                                   | AP    | Michel Morandais     | 1979 | 195 cm | 92 kg  |  |
| 6  | Stati Uniti (bandiera) · Irlanda (bandiera)          | G     | Jay Larrañaga        | 1975 | 195 cm | 95 kg  |  |
| 7  | Italia (bandiera)                                    | C     | Domenico Morena (C)  | 1970 | 210 cm | 123 kg |  |
| 9  | Italia (bandiera)                                    | P     | Valerio Spinelli     | 1979 | 185 cm | 75 kg  |  |
| 10 | Italia (bandiera)                                    | C     | Alessandro Cittadini | 1979 | 207 cm | 103 kg |  |
| 11 | Islanda (bandiera)                                   | G     | Jón Stefánsson       | 1982 | 195 cm | 90 kg  |  |
| 12 | Stati Uniti (bandiera) · Italia (bandiera)           | C     | Richard Mason Rocca  | 1977 | 204 cm | 98 kg  |  |
| 13 | Italia (bandiera)                                    | P     | Gabriele Pignalosa   | 1988 | 189 cm |        |  |
| 14 | Stati Uniti (bandiera)                               | P     | Lynn Greer           | 1979 | 188 cm | 79 kg  |  |
| 15 | Serbia e Montenegro (bandiera) · Slovenia (bandiera) | AG    | Davorin Dalipagić    | 1976 | 203 cm | 107 kg |  |
| 15 | Stati Uniti (bandiera)                               | C     | Brandon Hunter       | 1980 | 201 cm | 120 kg |  |
| 20 | Italia (bandiera)                                    | G     | Danilo Fevola        | 1985 | 193 cm | 90 kg  |  |
| -  | Italia (bandiera)                                    | AC    | Antimo Alfè          | 1988 |        |        |  |
| -  | Italia (bandiera)                                    | G     | Marco Di Maio        | 1985 |        |        |  |
| -  | Italia (bandiera)                                    | AP    | Mariano Fevola       | 1988 |        |        |  |
| -  | Italia (bandiera)                                    | G     | Francesco Iacolo     | 1987 |        |        |  |

| Allenatore                                                     |
| - Piero Bucchi                                                 |
| Assistente/i                                                   |
| - Nessuno Legenda - (C) Capitano - (IN) Inattivo - Infortunato |

## Mercato

### Sessione estiva
| Acquisti | Acquisti             | Acquisti            | Acquisti   | Acquisti |
| R.       | Nome                 | da                  | Modalità   |          |
| -------- | -------------------- | ------------------- | ---------- | -------- |
| G        | Jay Larrañaga        | Real Madrid         | definitivo |          |
| C        | Alessandro Cittadini | Teramo Basket       | definitivo |          |
| P        | Lynn Greer           | Dinamo Mosca        | definitivo |          |
| AG       | Ansu Sesay           | Pall. Roseto        | definitivo |          |
| G        | Jón Stefánsson       | Din. S. Pietroburgo | definitivo |          |
| AP       | Michel Morandais     | Pall. Cantù         | definitivo |          |

| Cessioni | Cessioni         | Cessioni            | Cessioni       | Cessioni |
| R.       | Nome             | a                   | Modalità       |          |
| -------- | ---------------- | ------------------- | -------------- | -------- |
| C        | Michael Andersen | Sopot               | fine contratto |          |
| AG       | Corey Albano     | Pall. Varese        | fine contratto |          |
| P        | Jerome Allen     | Amici Pall. Udinese | fine contratto |          |
| AC       | Marty Conlon     | Free agent          | fine contratto |          |
| G        | Mike Penberthy   | Alba Berlino        | fine contratto |          |
| AG       | Ivan Gatto       | Pall. Pavia         | fine contratto |          |
| G        | Jeff Trepagnier  | Ülkerspor           | fine contratto |          |

### Dopo l'inizio della stagione
| Acquisti | Acquisti       | Acquisti   | Acquisti   | Acquisti   |
| R.       | Nome           | da         | Data       | Modalità   |
| -------- | -------------- | ---------- | ---------- | ---------- |
| C        | Brandon Hunter | Free agent | marzo 2006 | definitivo |

| Cessioni | Cessioni          | Cessioni   | Cessioni   | Cessioni    |
| R.       | Nome              | a          | Data       | Modalità    |
| -------- | ----------------- | ---------- | ---------- | ----------- |
| AG       | Davorin Dalipagić | Free agent | marzo 2006 | rescissione |